# Valongo (Rio de Janeiro)
Valongo ou Vallongo era uma antiga enseada da cidade do Rio de Janeiro. Por extensão, acabou por denominar também a região no entorno. As sucessivas ondas de urbanização que a cidade experimentou acabaram por aterrar a enseada, em meados do século XIX, e o nome Valongo desapareceu gradativamente como topônimo, persistindo hoje em dia apenas no Jardim Suspenso do Valongo, no Observatório do Valongo e no Cais do Valongo (este, tombado pela UNESCO em 2017). Atualmente, toda a região faz parte do bairro Saúde.

## Geografia
O Valongo era delimitado ao Norte, pela Baía de Guanabara, ao Sul, pela Rua Larga de São Joaquim (atual Avenida Marechal Floriano), ao Leste, pela Pedra da Prainha (atual Pedra do Sal), e ao oeste, pelos sopés do morro do Livramento e morro da Saúde.
A enseada era formada por duas praias: Vallongo e Vallonguinho. A praia do Vallongo estendia-se entre o sopé do morro do Livramento e o morro da Saúde, enquanto a praia do Vallonguinho correspondia a um pequeno trecho de areia no sopé do morro da Conceição - neste trecho chamado de morro do Vallongo, entre o Morro do Livramento e a Pedra da Prainha. O traçado desta antiga costa ainda pode ser visualizado a partir do atual traçado das ruas Sacadura Cabral e Pedro Ernesto, que correspondem aos antigos caminhos adjacentes às praias.

## História
A região foi pouco povoada nos primeiros séculos de vida da cidade, mas adensou-se consideravelmente no século XVIII, quando passou a ser usada por mercadores de escravos, para lá transferidos das imediações da atual Rua São José, por ordens do vice-rei Marquês do Lavradio.